# Alexander d’Ollone
Graf Alexander D’Ollone (auch: Alexis-Ignace de Tillia, Comte d’Olonne, * 1695; † 12. Februar 1752 in Dresden) war kursächsischer General der Kavallerie und kaiserlicher Feldmarschall-Lieutenant. Seit 1724 war er erster Graf von Ollone und Saint-Empire.

## Herkunft
Seine Eltern waren der Graf François d’Ollone und dessen Ehefrau Marguerite d’Escrivan.

## Leben
Von Geburt an Franzose, ging er 1716 in kaiserliche Dienste. Er kam zum Kürassier-Regiment Lobkowitz (als Zeschwitz 1801 reduziert), kämpfte im Türkenkrieg und stieg dort bis zum Oberstleutnant auf. Im Jahr 1734 wurde er dort Oberst und 1736 Chef eines neuerrichteten Dragonerregiments. Er wurde 1738 zum Generalwachtmeister befördert und kämpfte im Türkenkrieg, hatte aber geringe Feindberührung in der Schlacht bei Grocka. Im Ersten Schlesischen Krieg kämpfte er 1741 in Schlesien und 1742 in Böhmen. Dort befand er sich auch im Zweiten Schlesischen Krieg. 1744 wurde er nach Italien geschickt, 1745 war er aber wieder bei der Armee am Rhein, im gleichen Jahr wurde er am 27. Juni 1745 zum Feldmarschall-Lieutenant befördert. Er kam dann zum Korps Grün  nach Sachsen. Mit Genehmigung des Kaisers wechselte er in polnisch-sächsische Dienste und wurde dort am 2. April 1746 General der Kavallerie.
Er wurde für verschiedene diplomatische Missionen verwendet. 1747 kam er nach München und ging von dort nach Italien an verschiedene Höfe. Er war von 1749 bis 1751 sächsischer Gesandter in Neapel am Hof des Königs von Sizilien. Er starb nach seiner Rückkehr am 12. Februar 1752 in Dresden und wurde auf dem katholischen Friedhof in Friedrichstadt beigesetzt.

## Familie
Er war mit der Gräfin Maria-Hypolitha (de Ipoliti) Gaffaldo († 1751) verheiratet. Das Paar hatte mehrere Kinder:
- Joseph Baltasar (1722–1769) ⚭ Thérèse Adélaïde de Pins-Montbrun[3]
- Franz Xaver Maximilian (1723–1795), 1745 k.k. Major und Flügeladjutant

⚭ Marguerite Gabrielle Bourdon († 1763)
⚭ Marie Charlotte Catherine du Houx de Vioménil († 1810)
Der Komponist Max d’Ollone (1875–1959) und der General und Forschungsreisende Henri d’Ollone (1868–1945) sind Nachkommen des Generals.